# Christian Kummer
Christian Kummer SJ (* 16. Juni 1945 in Einzendobl, Gemeinde Eging am See) ist ein deutscher Biologe, Philosoph und Jesuit. Er ist emeritierter Professor an der Hochschule für Philosophie München.

## Leben
Christian Kummer wurde in Niederbayern geboren und machte 1964 in Ellwangen (Jagst) das Abitur. Von 1966 bis 1972 studierte er Philosophie und Theologie an den Ordenshochschulen in Pullach und Frankfurt am Main. Von 1972 bis 1977 folgte sein Studium der Biologie an der Universität München. Bis 1983 folgte ein Promotionsstudium an der Hochschule für Philosophie, München.
1996 wurde Kummer für das Fach Philosophie habilitiert. Seit 1983 lehrte er an der Hochschule für Philosophie in München, wurde 1987 Dozent, 1997 außerordentlicher Professor und 2002 ordentlicher Professor. 2013 wurde er emeritiert. Seine Abschiedsvorlesung am 2. Juli 2013 widmete er dem Thema Kirche und Naturwissenschaft. Wider die Vernachlässigung eines spannungsreichen Verhältnisses.
Kummer ist Leiter des Instituts für naturwissenschaftliche Grenzfragen zur Philosophie und Theologie.
Kummer ist seit 1964 Mitglied des Jesuitenordens und wurde 1973 zum katholischen Priester geweiht.

## Arbeit
Seine Forschungsschwerpunkte sind die Philosophie des organismischen Werdens: Keimesentwicklung, Lebensentstehung, Ganzheitstheorie des Organismus. Zudem befasst er sich mit Bioethik: Lebensbeginn des Menschen, Stammzellforschung. Weitere Themen sind das Verhältnis von Evolution und Schöpfung und die Kreationismus-Kritik.

## Belege
1. ↑  Hochschule für Philosophie München, abgerufen am 28. Juni 2013

| Personendaten    | Personendaten                           |
| ---------------- | --------------------------------------- |
| NAME             | Kummer, Christian                       |
| KURZBESCHREIBUNG | deutscher Biologe, Philosoph und Jesuit |
| GEBURTSDATUM     | 16. Juni 1945                           |
| GEBURTSORT       | Einzendobl, Gemeinde Eging am See       |